# Воровайки
«Воровайки» — російський жіночий музичний гурт, що співає в жанрі блатняк (т. зв. «російський шансон»). Засновники колективу — композитор Юрій Алмазов (справжнє прізвище — Надиктов) і продюсер Спартак Арутюнян.
Група відома «приблатненими» піснями і скандальним зовнішнім виглядом. Самим продюсером жанр групи позначається як «блат-поп». Гурт створено 1999 року.

## Склад
| Час         | Склад              | Склад            | Склад                  | Склад                                           |
| ----------- | ------------------ | ---------------- | ---------------------- | ----------------------------------------------- |
| 2000 – 2001 | Діана Теркулова    | Ірина Нагорна    | Яна Павлова (Лацвієва) | —                                               |
| 2001 – 2002 | Діана Теркулова    | Світлана Азарова | Яна Павлова (Лацвієва) | —                                               |
| 2002 – 2004 | Діана Теркулова    | Світлана Азарова | Наталія Бистрова       | —                                               |
| 2004 – 2006 | Діана Теркулова    | Лариса Надиктова | Наталія Бистрова       | —                                               |
| 2006 – 2007 | Діана Теркулова    | Лариса Надиктова | Олена Мішина           | Юліана Пономарьова                              |
| 2007 – 2008 | Яна Павлова        | Лариса Надиктова | Олена Мішина           | Юліана Пономарьова                              |
| 2008 – 2009 | Яна Павлова        | Лариса Надиктова | Олена Мішина           | —                                               |
| 2009 – 2010 | Яна Павлова        | Лариса Надиктова | —                      | —                                               |
| 2010 – 2014 | Яна Павлова        | Лариса Надиктова | Діана Теркулова        | —                                               |
| 2014 – 2015 | Яна Павлова        | Лариса Надиктова | Діана Теркулова        | Ніна Венгер                                     |
| 2015 – 2019 | Яна Павлова        | Лариса Надиктова | Діана Теркулова        | —                                               |
| 2019 – 2021 | Яна Павлова        | Лариса Надиктова | Діана Теркулова        | Світлана Ларионова                              |
| з 2021      | Світлана Ларіонова | Наталія Бистрова | Діана Теркулова        | Лариса Надиктова (подальша участь під питанням) |

Також, у всіх складах на запису пісень співала Яна Павлова-Лацвієва.

## Критика
Гурт іноді наводиться як приклад низького музичного смаку: «ті, хто може оцінити гру скрипкової групи, навряд чи проявлять великий інтерес до творчості ансамблю „Воровайки“».
Гурт — перший і єдиний, створений її продюсером Юрієм Алмазовим за класичною схемою поп-гуртів. Відзначається, що музика містить чисто попсові і танцювальні ритми, а виконавці, на відміну від інших виконавців у жанрі шансон, хоч у текстах і використовували жаргон, але й не намагалися грати голосом викликаючи співчуття.
Автор-виконавець у жанрі «російський шансон» Олександр Новіков зазначив, що пісню «Гоп-мусорок» явно написав «блатующий ботанік, який ніколи не сидів у в'язниці».
Проанонсовані на лютий 2020 року концерти гурту в Україні викликали обурення у соціальних мережах, зокрема щодо планів гурту провести концерт на окупованих територіях, а також щодо тексту пісні на підтримку російської окупації частини території України. У своєму IGTV продюсер гурту заявив, що ця пісня висміюває т.з. «пропагандонів», які підтримують російську агресію на ТБ, та ніяким чином не є образою для України.

## Дискографія

### Альбоми
- 2001 — «Первый альбом» (Перший альбом)
- 2001 — «Второй альбом» (Другий альбом)
- 2002 — «Третий альбом» (Третій альбом)
- 2003 — «Чёрные цветы»
- 2004 — «Держи вора!»
- 2005 — «Шестой альбом»
- 2006 — «Седьмой альбом»
- 2006 — «Подруги»
- 2007 — «Украденная любовь»
- 2009 — «Десятый альбом»
- 2009 — «Одиннадцатый альбом»
- 2013 — «Московские улочки»
- 2018 — «Бриллиантики»
- 2019 — «Начало»

### Реміксові альбоми
- 2002 — «Remix'ы Наколочки»
- 2005 — «Воровайки & DJ Вася — Remix'ы»
- 2007 — «Акустический альбом»

### Збірники
- 2003 — «Мачо»
- 2009 — «Москва-Торонто»
- 2010 — «Танго»
- 2010 — «Grand Collection»
- 2011 — «Полярная звезда»

### Дуети
| Рік  | Назва пісні        | Співвиконавець     |
| ---- | ------------------ | ------------------ |
| 2008 | «Девчонка рыжая»   | Віктор Корольов    |
| 2012 | «Ты меня достала»  | Віктор Корольов    |
| 2020 | «Прощальная осень» | Володимир Ждаміров |
| 2021 | «Помнишь вечер?»   | Сергій Зав‘ялов    |

### Інше
- 2007 — «Два Крыла» (сольний альбом Діани Теркулової)
- 2008 — «Дуэты» (сольний альбом Яни Павлової-Лацвієвої)

## Відеографія
| Рік  | Назва клипу                                   | Склад                                                | Режисер                            | Альбом           |
| ---- | --------------------------------------------- | ---------------------------------------------------- | ---------------------------------- | ---------------- |
| 2009 | «Каманча (Саня-Санечка)»                      | Я. Павлова, О. Мішина, Л. Надиктова                  | Микита Надиктов, Олександр Шпригін | «Десятый альбом» |
| 2020 | «Прощальная осень» (з Володимиром Ждаміровим) | Я. Павлова, Д. Теркулова, Л. Надиктова, С. Ларионова | Олександр Чудопалов                | —                |
| 2021 | «Помнишь вечер?» (з Сергійом Зав‘яловим)      | Я. Павлова, Д. Теркулова, Л. Надиктова, С. Ларионова | Олександр Чудопалов                | —                |
| 2021 | «Зори ясные»                                  | Д. Теркулова, С. Ларионова, Н. Бистрова              | Олександр Чудопалов                | —                |
| 2021 | «Прыг-скок!»                                  | Д. Теркулова, С. Ларионова, Н. Бистрова              | Єгор Зезюков, Микита Касьянов      | —                |

А також в 2003 гурт випустив DVD-диск із записом концерту в Санкт-Петербурзі.